# Telegram (software)
Telegram je cloudová služba instant messaging, zaměřená na rychlost a bezpečnost, která je dostupná prostřednictvím open source klientů pro mobilní zařízení s operačními systémy Android, iOS, Windows Phone a Firefox OS, pro osobní počítače s operačními systémy Microsoft Windows, macOS a Linux a pro webové prohlížeče. Uživatelé si mohou zasílat zprávy, fotografie, videa a soubory libovolných formátů velikosti až 2 GB, vytvářet skupiny až do 200 000 uživatelů a kanály pro libovolný počet uživatelů.

## Historie
Aplikace Telegram byla uvedena na trh 14. srpna 2013 nejprve pro mobilní zařízení Apple. Vyvinula ji americká firma Digital Fortress s vlastníkem Pavlem Durovem, zakladatelem ruské sociální sítě VKontakte. Pro přenos zpráv je použitý datový protokol MTProto, jehož autorem je Nikolaj Durov, bratr Pavla Durova. Oba bratři začali Telegram vyvíjet v roce 2012 jako výzkumný projekt, jehož význam vzrostl v červnu následujícího roku, kdy Edward Snowden předal novinářům informace o tajných programech Národní bezpečnostní agentury (NSA) Spojených států.
Obliba Telegramu se rychle zvyšovala ze 100 000 aktivních uživatelů denně v říjnu 2013, kdy byla vydána alfa verze pro druhou platformu Android, na 15 miliónů o pět měsíců později. Další prudký nárůst uživatelů Telegramu, který umožňuje použití šifrované výměny zpráv, nastal v září 2014 po hrozbě Pak Kun-hje, prezidentky Jižní Koreje, že bude stíhat osoby, které o ní šíří lži a pomluvy přes elektronická média včetně chatu, a aktivním monitoringu internetu jihokorejskými úřady. Během sedmi dnů přibylo v Jižní Koreji 1,5 miliónu uživatelů Telegramu, takže celkový počet uživatelů na celém světě dosáhl hodnoty 50 miliónů. V roce 2015 se počet uživatelů, kteří alespoň jednou za měsíc použili Telegram, ustálil na 60 miliónech. Počet doručených zpráv za den se však zvýšil z jedné miliardy v únoru 2015 na 12 miliard v září téhož roku. V únoru 2016 dosáhl počet aktivních uživatelů za měsíc již 100 miliónů, přičemž se každý den registrovalo 350 tisíc nových uživatelů a denně bylo doručeno 15 miliard zpráv.
V roce 2017 společnost začala vyvíjet blockchainovou platformu TON (Telegram Open Network), na které měla být provozována kryptoměna Gram. Na vývoj a spuštění společnost prostřednictvím neveřejně nabízené ICO vybrala 1,7 mld. dolarů od investorů z celého světa. V roce 2020 se ukázalo, že v první fázi šlo mimo jiné o americké investiční fondy, v druhé pak převážně investoři z Ruska (a jimi ovládané společnosti), mj. ruský oligarcha Roman Abramovič, bývalý ruský ministr Michail Abyzovov, ukrajinský proruský podnikatel Serhij Kurčenko nebo rakouský finančník Jan Marsalek. V roce 2020 Komise pro kontrolu cenných papírů Spojených států rozhodla, že šlo o nedovolenou veřejnou nabídku cenných papírů. Společnost zaplatila pokutu ve výši 18,5 mil. dolarů a slíbila vrátit investorům všechny peníze. Projekt přezvala TON Foundation, které ho přejmenovala na The Open Network (kryptoměnu pak na Toncoin) a dále ho rozvíjí.
Na konci roku 2024 má Telegram téměř 1 miliardu uživatelů.

## Vlastnosti
Telegram používá pro identifikaci uživatelů telefonní číslo podobně jako WhatsApp. Uživatelé mohou využít služby chatu, zasílat textové nebo hlasové zprávy, dokumenty, fotografie, videa nebo údaje o své geografické poloze dalším uživatelům individuálně nebo skupinově, šifrovat přenášená data a nastavit automatické smazání přenesených dat po uplynutí definované doby.
Provoz služby po dlouhou dobu nebyl nijak monetizován, i když pouze v roce 2017 činily náklady na provozování služby 70 mil. dolarů. V roce 2021 se začala objevovat reklama v kanálech, které mají více než tisíc uživatelů.

## Kritika
Aplikace Telegram ve výchozím nastavení obsah komunikace nešifruje, šifrování end-to-end si uživatelé musejí výslovně zapnout.

### Soukromí
Telegram si zakládá na zachování soukromí uživatelů. Do září 2024 nebyla spolupráce se státními orgány oficiálně příliš vstřícná. Společnost podle svých podmínek užití předávala IP adresy a telefonní čísla uživatelů orgánům činným v trestním řízení pouze v případě, že byl dotyčný podezřelý z terorismu s tím, že společnost uvede tuto skutečnost v pololetní zprávě o transparentnosti, která bude zveřejněna na adrese https://t.me/transparency.
Pavel Durov byl v srpnu 2024 zatčen v Paříži a na několik dní uvězněn kvůli obviněn z podezření, že Telegram dělá příliš málo pro boj s kriminalitou a zamezování šíření dezinformací. Následně se v září 2024 změnily zásady ochrany osobních údajů platformy Telegram v bodu 8.3 takto:
Pokud společnost Telegram obdrží platný příkaz od příslušných soudních orgánů potvrzující, že jste důvodně podezřelí z trestné činnosti, která porušuje podmínky služby Telegram, provedeme právní analýzu žádosti a můžeme příslušným orgánům sdělit vaši IP adresu a telefonní číslo. Pokud budou údaje zveřejněny, zahrneme tyto incidenty do čtvrtletní zprávy o transparentnosti, která bude k dispozici na adrese https://t.me/transparency.

Data o uživatelích za podobných podmínek předává například i služba WhatsApp, ale neomezuje se výslovně na IP adresy a telefonní čísla. Komunikátor Threema poskytuje o uživateli informace o jeho ID Threema, včetně data jeho vytvoření a posledního použití, přičemž lze také poskytnout též informace o propojených mobilních telefonních číslech a e-mailových adresách. Podobně je to u služby Signal.
Velkou dírou do soukromí uživatelů je skutečnost, že komunikační protokol Telegramu posílá identifikátor zařízení po nezabezpečeném spojení, tzn. "kdo s kým" je viditelné pro poskytovatele síťové infrastruktury. Celou serverovou infrastrukturu Telegramu má navíc pod kontrolou firma s obchodními vazbami na tajnou službu FSB.

### Bezpečnost
Společnost Telegram vyhlásila dvě soutěže o ceny 200 000 a 300 000 dolarů pro toho, kdo prolomí šifrování zpráv Telegramu, ale v daných termínech (1. března 2014 a 4. února 2015) se to nikomu nepodařilo. Přesto se zabezpečení šifrovaných zpráv Telegramu stalo terčem kritiky. Podle oponentů byly soutěže nastaveny tak, aby vyhovovaly podmínkám ve prospěch Telegramu, avšak neumožnily využít nedostatky zvoleného řešení. Slabé místo v zabezpečení bylo rovněž identifikováno ve způsobu přechodu do režimu šifrované komunikace a v ověřování identity pomocí SMS zpráv.

### Užití teroristickými organizacemi
Teroristické organizace včetně Islámského státu používaly šifrované komunikace prostřednictvím služby Telegram pro propagandu a přípravu teroristických útoků v roce 2015 a 2016, např. zničení ruského dopravního letadla nad Sinajským poloostrovem, bombového útoku v Paříži a indonéské Jakartě. Společnost Telegram proto začala blokovat kanály používané Islámským státem.

### Zákazy v Rusku a Íránu
Právě s odkazem na údajnou hrozbu napomáhání teroristům se snažily Telegram blokovat ruské i íránské úřady, v Íránu vznikla aplikace „Soroush“, která ho má nahradit. Na Telegramu funguje také Nexta, nejvýznamnější běloruské opoziční médium během protestů v letech 2020–2021.

### Vyšetřování ve Francii a zatčení Pavla Durova
Dne 8. července 2024 zahájily francouzské justiční orgány vyšetřování šíření dětské pornografie, umožnění obchodu s drogami, podvodů a jiných závažných forem počítačové kriminality na Telegramu.
V sobotu 24. srpna 2024 byl na pařížském letišti Le Bourget zatčen Pavel Durov. Zatykač na něj francouzské úřady již dříve vydaly pro absenci moderace obsahu na Telegramu, hrozí mu 20 let. Proti zadržení podnikatele se vyslovila řada veřejných osobností, včetně Elona Muska, Tuckera Carlsona, Vitalika Buterina, Edwarda Snowdena a mnoha dalších. Nazvali to ostudou a omezením svobody projevu. Tým Telegramu to komentoval slovy: „Durov nemá co skrývat a často cestuje po Evropě. Je absurdní tvrdit, že platforma nebo její vlastník je zodpovědný za zneužití této platformy“.